# Vidím to růžově
Vidím to růžově – siódmy album studyjny czeskiego zespołu pop-rockowego Mandrage. Wydany został 3 grudnia 2019 roku przez wytwórnię płytową Universal Music.

## Promocja i wydanie
Singel promujący wydawnictwo, zatytułowany „Vidím to růžově”, ukazał się 14 października 2019. Do utworu został zrealizowany teledysk, który wyreżyserowali Givinar Kříž oraz Jordan Haj.
Album w wersji cyfrowej został wydany 3 grudnia 2019, zaś w postaci fizycznej ukazał się 6 grudnia tego samego roku.

## Lista utworów
Opracowano na podstawie materiału źródłowego.
| Nr  | Tytuł utworu       | Autorzy                                                                                         | Długość |
| --- | ------------------ | ----------------------------------------------------------------------------------------------- | ------- |
| 1.  | „Vidím to růžově”  | Josef Bolan, František Bořík, Adrián Líška, Matej Mikloš, Matyáš Vorda                          | 3:33    |
| 2.  | „Waterloo”         | Josef Bolan, Adrián Líška, Matej Mikloš, Matyáš Vorda                                           | 3:45    |
| 3.  | „Lavina”           | Josef Bolan, František Bořík, Michal Faitl, Adrián Líška, Matej Mikloš, Vít Starý, Matyáš Vorda | 3:12    |
| 4.  | „Zabrnkám”         | Josef Bolan, František Bořík, Adrián Líška, Matej Mikloš, Matyáš Vorda                          | 3:13    |
| 5.  | „Dlouhej”          | Josef Bolan, František Bořík, Michal Faitl, Adrián Líška, Matej Mikloš, Vít Starý, Matyáš Vorda | 3:49    |
| 6.  | „Plavky za kožich” | Adrián Líška, Matej Mikloš, Vít Starý                                                           | 3:16    |
| 7.  | „Svět je skvělej”  | Josef Bolan, František Bořík, Adrián Líška, Matej Mikloš, Matyáš Vorda                          | 3:24    |
| 8.  | „Kristýna”         | Josef Bolan, Adrián Líška, Matej Mikloš                                                         | 3:50    |
| 9.  | „V pokoře”         | František Bořík, Adrián Líška, Matej Mikloš, Vít Starý                                          | 3:48    |
| 10. | „Do vesmíru”       | Josef Bolan, František Bořík, Michal Faitl, Adrián Líška, Matej Mikloš, Vít Starý, Matyáš Vorda | 3:36    |
| 11. | „Rýmuju”           | Josef Bolan, František Bořík, Michal Faitl, Adrián Líška, Matej Mikloš, Vít Starý, Matyáš Vorda | 3:39    |
|     |                    |                                                                                                 | 39:05   |

## Autorzy
Opracowano na podstawie materiału źródłowego.
| Autorzy         | Funkcja          |
| --------------- | ---------------- |
| Mandrage        | główny wykonawca |
| Josef Bolan     | kompozytor       |
| František Bořík | kompozytor       |
| Michal Faitl    | kompozytor       |
| Adrián Líška    | kompozytor       |
| Matej Mikloš    | kompozytor       |
| Vít Starý       | kompozytor       |
| Matyáš Vorda    | kompozytor       |

## Pozycje na listach
| Państwo | Lista            | Najwyższa pozycja |
| ------- | ---------------- | ----------------- |
| Czechy  | Albums – Top 100 | 13                |

## Historia wydania
| Państwo  | Data           | Format              | Wytwórnia       | Źródło |
| -------- | -------------- | ------------------- | --------------- | ------ |
| Czechy   | 3 grudnia 2019 | Dystrybucja cyfrowa | Universal Music | [ 3 ]  |
| Czechy   | 6 grudnia 2019 | CD                  | Universal Music | [ 8 ]  |
| Polska   | 3 grudnia 2019 | Dystrybucja cyfrowa | Universal Music | [ 9 ]  |
| Słowacja | [ 10 ]         |                     | Universal Music |        |
| Słowacja | 6 grudnia 2019 | CD                  | Universal Music | [ 1 ]  |